# Tarik Essakkati
Tarik Essakkati (Helmond, 16 januari 2006) is een Nederlands voetballer van Marokkaanse afkomst die als aanvaller voor Helmond Sport speelt. Hij is een neef van Wassim Essanoussi.

## Carrière
Tarik Essakkati begon met voetballen bij SC Helmondia voordat hij in 2014 ging spelen bij het PSV FUNdament. Na twee jaar ging hij terug naar de jeugd van Rood-Wit '62 en toen in 2018 de jeugdopleiding van Helmond Sport werd heropgericht, maakte Essakkati de overstap naar deze opleiding. Op 18 maart 2022 maakte hij als eerste speler uit de nieuwe jeugdopleiding zijn debuut in het eerste elftal. Hij kwam in de met 4-0 gewonnen thuiswedstrijd tegen NAC Breda in de 86e minuut in het veld voor Thomas Beekman. Hij is de jongste debutant in de geschiedenis van Helmond Sport. In april was hij samen met vier andere jeugdspelers de eerste speler van de nieuwe jeugdopleiding die een contract tekende.

### Statistieken
| Seizoen                       | Club           | Land           | Competitie     | Competitie | Competitie | Beker | Beker | Totaal | Totaal |
| Seizoen                       | Club           | Land           | Competitie     | Wed.       | Dlp.       | Wed.  | Dlp.  | Wed.   | Dlp.   |
| ----------------------------- | -------------- | -------------- | -------------- | ---------- | ---------- | ----- | ----- | ------ | ------ |
| 2021/22                       | Helmond Sport  | Nederland      | Eerste divisie | 1          | 0          | 0     | 0     | 1      | 0      |
| 2022/23                       | Helmond Sport  | Nederland      | Eerste divisie | 0          | 0          | 0     | 0     | 0      | 0      |
| 2023/24                       | Helmond Sport  | Nederland      | Eerste divisie | 9          | 0          | 0     | 0     | 9      | 0      |
| Carrièretotaal                | Carrièretotaal | Carrièretotaal | Carrièretotaal | 10         | 0          | 0     | 0     | 10     | 0      |
| Bijgewerkt op 5 augustus 2024 |                |                |                |            |            |       |       |        |        |